# 不伦瑞克级战列舰
不伦瑞克级战列舰（德語：Linienschiff der Braunschweig-Klasse）是德意志帝国海军在20世纪初建造的五艘前无畏战列舰。它们是根据第二部《舰队法》授权的首个战列舰船级，这是一项重大的海军扩张计划。该船级由不伦瑞克号、阿尔萨斯号、黑森号、普鲁士号和洛林号组成，它们是在前级维特尔斯巴赫级的基础上进行改良。不伦瑞克级装备了更具威力的280毫米和170毫米口径炮（维特尔斯巴赫级分别为240毫米和150毫米）。在该船级的第一批成员入役不到两年后，这些舰只便被“全装重型火炮”战列舰无畏号所淘汰，这缩短了它们的运用生涯。
在服役初期，这五艘舰曾被部署至第二战列分舰队，并由普鲁士号担任旗舰。舰队主要从事和平时期的例行训练和对外访问。1912年，不伦瑞克号作预备役封存，次年阿尔萨斯号也加入此列。洛林号和黑森号原定于1914年退役，但当年7月爆发的第一次世界大战阻止了这一计划，使它们继续留在公海舰队服役。它们与普鲁士号在战争的头两年跟随舰队行动，而不伦瑞克号和阿尔萨斯号则跟随第四战列分舰队前往波罗的海——在1915年8月的里加湾海战中，它们最终得以同俄国战列舰光荣号交战。黑森号参与了1916年5月的日德兰海战，并在战斗后期与英国巡洋舰有过零星交火。全部五艘同级舰从1916年开始撤出前线，此后被用于辅助任务，包括担任宿营船和训练船。
战后，《凡尔赛条约》所允许新国家海军保留的舰艇中包括五艘不伦瑞克级战列舰。洛林号和普鲁士号被改装为扫雷艇的母舰，用于清除战争期间在北海布设的雷区，而其余三艘则于1920年代初进行了现代化改造，并一直服役至1930年代。不伦瑞克号和阿尔萨斯号最终于1931年从海军序列中除籍，随后与洛林号和普鲁士号一同被拆解。黑森号服役至1934年底退役，当时它被改造成一艘无线电控制的靶舰，并在二战期间始终担任这一职责。作为割让予苏联的战利品，黑森号在二战后被重命名为“目标号”（Цель）并继续用作靶舰，直至1960年报废。

## 设计
由海军中将阿尔弗雷德·冯·提尔皮茨主导的第二部《舰队法》于1900年通过，德意志帝国海军从而获得拨款用于建造新的战列舰船级，以接替1898年第一部《舰队法》所批准的维特尔斯巴赫级战列舰。先前的法案要求舰队到1904年4月1日的总兵力为19艘战列舰，这是由维特尔斯巴赫级达成的，但新法案将计划的战列舰队规模增加到了38艘。不伦瑞克级是根据这一新计划建造的首批战列舰，与早期的德国战列舰相比，它们标志着战斗力的显著提升。

维特尔斯巴赫级策林根舰的石版画；其主炮是置于副炮炮台之上

国家海军办公室设计部和海军司令部的其他部门早在1899年就开始了关于新船级的讨论，但当时新法案尚未通过，维特尔斯巴赫级的工程甚至也未启动。最迫切需要解决的问题是主炮的口径。维特尔斯巴赫级舰只装备了240（9.4英寸）口径的火炮，远小于大多数其他海军舰炮305（12.0英寸）的标准口径。然而，240毫米炮已是帝国海军火炮供应商克虏伯公司所研发的速射技术中最大口径的武器。海军司令部通常倾向于使用高射速而非重型炮弹，其主要理由是，密集的炮弹会比威力强大但射速较慢的炮弹更快地摧毁敌方战列舰的火炮和舰艛。但当不伦瑞克级的设计工作开始时，克虏伯已经开发出一款280（11英寸）口径的速射炮，因此海军司令部决定在新舰上采用它。
在确定了装备280毫米炮之后，接下来的问题是火炮的布置。之前的设计是将240毫米炮安装在舰艛中，直接设在副炮的炮廓上方，但设计师认为280毫米炮的炮口冲击波会使那些炮廓无法运作。为此，设计师提出了两种解决方案，这两种方案都涉及将主炮炮塔降低到上层甲板的高度。第一种方案是将所有副炮都置于主甲板的装甲炮台内；这些炮本应独立安装在舰舯一系列炮廓内的枢轴支架上。第二个选项是把火炮混合布置在上层甲板的炮塔和主甲板上一个较小的炮台中。设计人员最终选择了第二种方案，在炮塔上安装四门炮，在廓装炮台上安装八门炮。
与此同时，随着各国海军战列舰装甲防护能力的提高，他们也在增加副炮的口径以对抗更厚的装甲，比如美国的康涅狄格级战列舰便装备有7和8英寸（178和203）的重型副炮。德国设计人员顺应这两种趋势，将不伦瑞克级设计的副炮口径从150（5.9英寸）增加到170（6.7英寸）。与维特尔斯巴赫级相比，其装甲布局也有所改进，主要变化是提升了水线装甲带的高度（以防止满载时被浸没）和增加了保护副炮炮廓的装甲厚度。设计人员还曾考虑将防鱼雷艇炮的口径从88（3.5英寸）增加到105（4.1英寸），但由于增加的重量将需要减少火炮的数量，因此最终决定放弃这一改动。更重的炮弹也会降低射速。
1906年12月，装备了十门12英寸主炮的英国战列舰无畏号入役，此时距离第一艘不伦瑞克级级舰只服役尚不足两年。无畏舰的革命性设计使得德意志帝国海军的所有主力舰都沦为过时，其中便包括不伦瑞克级。此外，170毫米炮在实践中被证明是令人失望的，因为更大的炮弹显著更重，因此更难以手动装填，从而降低了它们的射速。

### 整体特征及推进装置

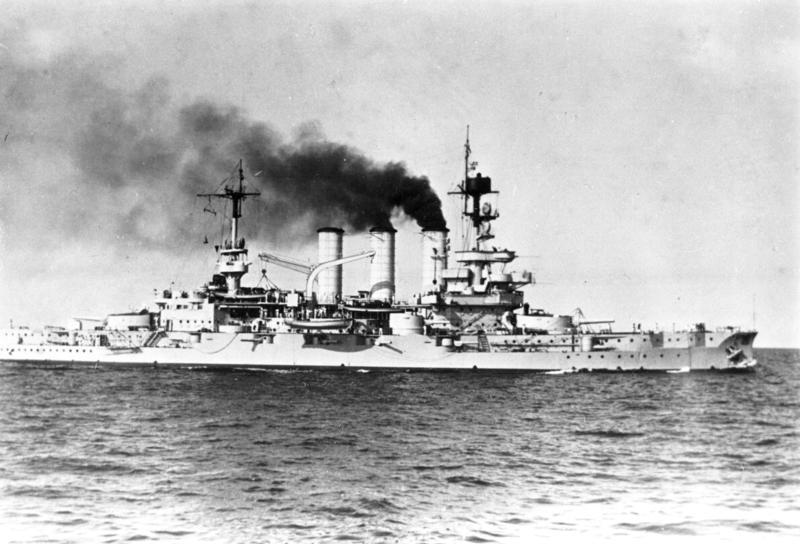
黑森号于1926年

不伦瑞克级舰只的水线长度和全长分别为126米和127.7米，有22.2的舷宽和8.10－8.16米的吃水深度。其舷宽受到了后勤保障方面的限制，因为这是位于威廉港的帝国船厂入口船闸所能通过的最大宽度。船体被分为13个水密隔舱和一个占舰只长度比重为60%的双层船底。它们在标准载荷下的排水量为13208吨，满载排水量则为14394吨。这些舰只还安装有两根配备探照灯的重型军用桅杆。
操纵由单舵控制。这些舰只被视为良好的远洋船具，但有严重的纵摇倾向。它们的反应灵敏，在低速时也有紧凑的转弯半径，然而在12度的满舵时，速度会下降多达七成。其标准船员编制为35名军官及708名水兵，而一旦作为分舰队旗舰，编制可增加13名军官和66名士兵。舰只还搭载有一些小型舰艇，其中包括2艘哨艇、2艘机动艇、1艘大舢板（后移除）、2艘独桅纵帆船、2艘高低桅帆船和2艘小舢板。这些舰载艇由两台位于后烟囱两侧的大型鹅颈形起重机升降。
不伦瑞克级舰只由三轴三胀式蒸汽机驱动，额定功率为16,000匹公制馬力（11,768千瓦特）。蒸汽由8台船用式锅炉和6台筒形锅炉供应至发动机，均为燃煤式；它们通过筒管与舰舯部的三座烟囱相连。采用三烟囱配置是因为在早期的舰艇中，双烟囱的布局往往会阻碍舰桥的视野；而通过将烟雾分别汇入三座烟囱而非两座，囱壁可以更薄，从而不显突兀。在1915年之后，燃煤锅炉还增加了燃油辅助功能。两副外侧螺旋桨是直径为4.8米的三叶片，中部螺旋桨则是四叶片，直径为4.5米。
这些舰只的最高速度为18節（33每小時）。然而，在试航期间，发动机输出的功率可达到12,120—12,489千瓦特（16,479—16,980匹公制馬力），最高速度则达到18.2—18.7節（33.7—34.6每小時）。除黑森号外，同级的舰只可以10節（19每小時）的巡航速度行驶5,200海里（9,600）。黑森号由于操纵不稳定，增加了燃料消耗，使其行动半径缩短至4,530海里（8,390）。同级的前两艘舰——不伦瑞克号和阿尔萨斯号设有四台可产生230千瓦（74伏）电力的发电机；而后续的三艘舰——黑森号、普鲁士号和洛林号则有四台涡轮发电机，可产生260千瓦（110伏）电力。

### 武器系统及装甲保护

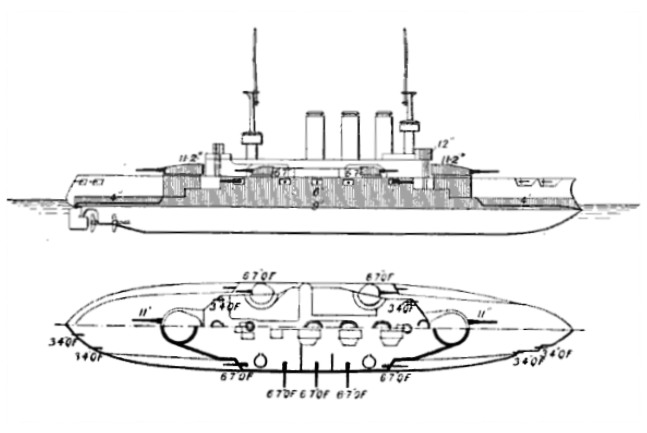
不伦瑞克级的线条画，展示了舰载武器的布局

不伦瑞克级舰只是第一批以与英国舰队作战为首要目的而建造的战列舰，其主、副炮的配置均仿照了英国同行的样式，较以往的设计有所加强，但仍然弱于同时代的外国战列舰。其主炮为四门280毫米40倍径速射炮，安装在液压操纵的两座双联装炮塔内。炮塔以前后各一的布局置于中心线上。DrL C/01型炮塔允许火炮降低至-4度俯角和提升至30度仰角，最大射程为18800米。这些炮管在发射240（530磅）重的炮弹时的初速为820每秒（2,700英尺每秒）。主炮共配备340发弹药，其中每门85发。
副炮由十四门170毫米40倍径速射炮组成，其中四门安装在舰舯的单座炮塔中，其余十门安装在舰艛周围的炮廓内。这种火炮发射的穿甲弹重达64（141磅），初速为850每秒（2,800英尺每秒）。装备这款火炮是因为它们已是在非机械操纵的情况下所能使用的最大炮弹，但炮手们很难迅速填弹，因此其射速反而降低了。塔装火炮可提升至30度仰角，最大射程为16900米；而廓装火炮则仅可提升至22度仰角，最大射程亦相应低至14500米。副炮共配备1820发炮弹，其中每门130发。为了通过威廉皇帝运河，舰只每侧中部的三门170毫米廓装炮必须收回至其掩体内，因为它们无法调整至与舰只的两侧完全齐平。若这些火炮完全就位，舰只便会因宽度超限而无法通过运河。
这些舰只还装备有沿着舰身长度分布的十四门廓装88毫米35倍径速射炮。它们在发射7（15磅）重的炮弹时的初速为770每秒（2,500英尺每秒），仰角可提升至25度，最大射程为9090米。此外，舰只也配备有六具450毫米鱼雷发射管，共可携带16枚鱼雷。其中艏、艉两端各一具，两边舷侧各两具，均置于船体的水下部分。
不伦瑞克级舰只受到克虏伯生产的渗碳装甲保护。主装甲带在舰只的中央堡垒部分有250毫米，用于保护弹药舱及轮机舱设施。甲板装甲的水平厚度为40毫米；其边缘向下倾斜，与主装甲带的下缘相连，以防止炮弹越过装甲带。斜面的厚度从艏、艉两端的140毫米到舰舯的75毫米不等，上部装甲带在此提供了又一层保护。在主装甲带的上方，140毫米厚的钢带在前、后主炮炮塔之间延伸。另有一层140毫米厚的装甲覆裹着主甲板层的廓装炮。廓装炮本身也有70毫米厚的炮挡。主炮塔顶部和侧部的厚度分别为250和50毫米，而副炮塔的侧部则为150毫米厚。前司令塔有50毫米厚的顶部和300毫米厚的侧部；而后司令塔的防护明显较弱，顶部和侧部装甲分别为30和140毫米。

## 同级舰

不伦瑞克号的新船下水

| 舰只       | 造船厂             | 命名来源 | 架设日期       | 下水日期       | 入役日期       | 结局                         |
| ---------- | ------------------ | -------- | -------------- | -------------- | -------------- | ---------------------------- |
| 不伦瑞克号 | 基尔日耳曼尼亚船厂 | 不伦瑞克 | 1901年10月21日 | 1902年12月20日 | 1904年10月15日 | 1932年拆解                   |
| 阿尔萨斯号 | 但泽希肖船厂       | 阿尔萨斯 | 1901年5月26日  | 1903年5月26日  | 1904年11月29日 | 1936年拆解                   |
| 黑森号     | 基尔日耳曼尼亚船厂 | 黑森     | 1902年3月15日  | 1903年9月18日  | 1905年9月19日  | 二战后赔偿给苏联，1960年拆解 |
| 普鲁士号   | 斯德丁伏尔铿船厂   | 普鲁士   | 1902年4月      | 1903年10月30日 | 1905年7月12日  | 1931年拆解                   |
| 洛林号     | 但泽希肖船厂       | 洛林     | 1902年12月1日  | 1904年5月27日  | 1906年5月18日  | 1931年拆解                   |

## 服役历史

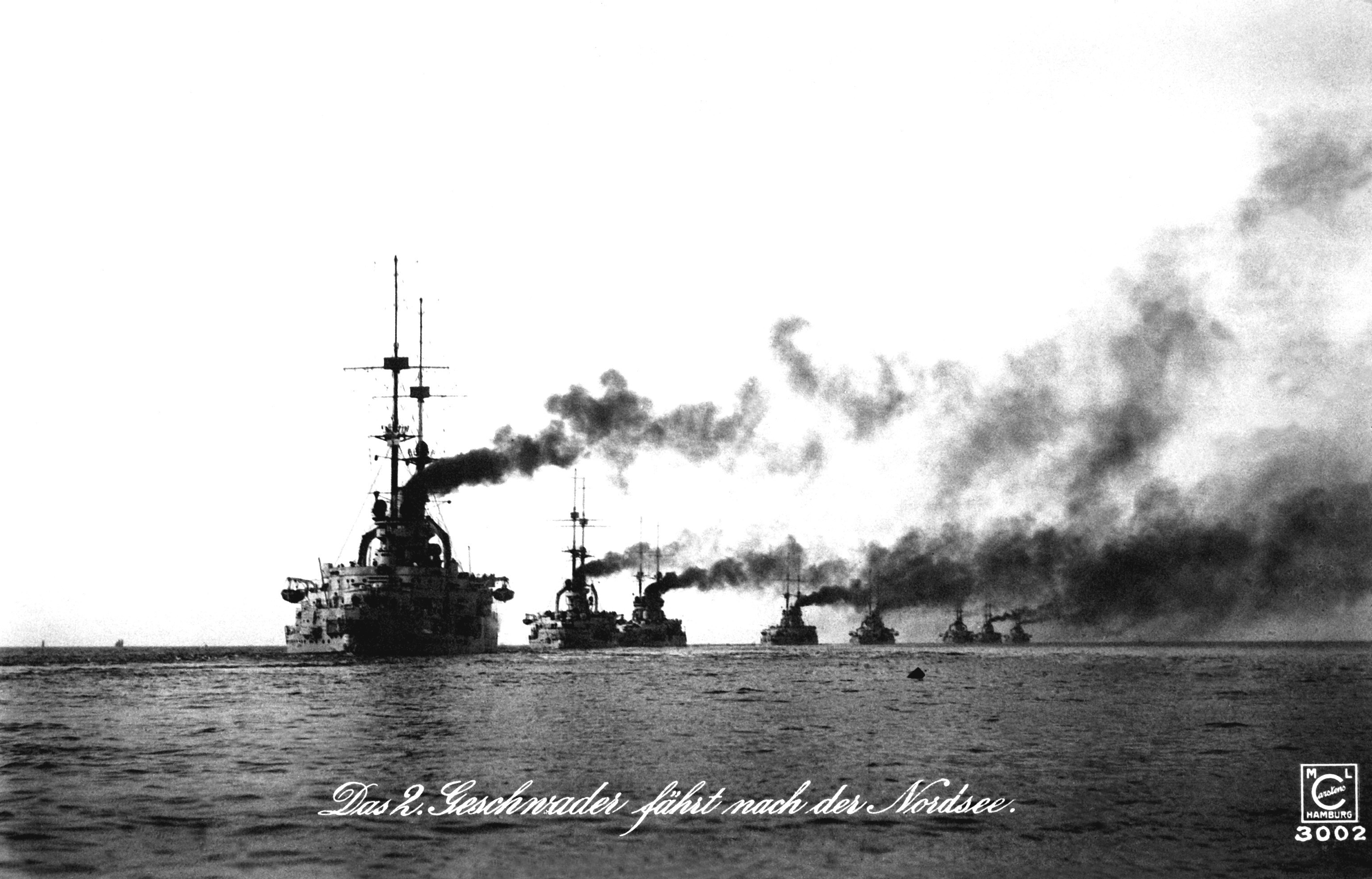
第二战列分舰队的不伦瑞克级和德国级舰只在北海

不伦瑞克级舰只在和平时期的运用包括例行的舰队训练。分舰队和舰队训练通常于4月和5月进行，大型舰队巡航通常在6月和7月进行，然后至8月底和9月进行年度舰队演习。大型舰队巡航通常是跟随德皇威廉二世的游艇前往挪威水域，但在1908年和1909年，舰队展开了深入大西洋的远洋航行，分别到访西班牙半岛、加那利群岛和葡萄牙的亚速尔群岛。这种例行活动中也穿插着外事访问，例如1905年11月，不伦瑞克号搭载着海因里希亲王前往挪威参加哈康七世的加冕典礼，以及1906年2月，普鲁士号搭载着威廉二世前往丹麦参加克里斯蒂安九世的葬礼。这些舰只也曾发生事故：1911年，黑森号与丹麦轮船阿斯克松德号（Askesund）号轮船相撞并致使对方沉没；1912年3月，普鲁士号又意外撞沉瑞典轮船波鲁克斯号。在此期间，普鲁士号一直担任第二战列分舰队的旗舰。
由于无畏舰革命，这些舰只的运用生涯非常短暂；不伦瑞克号和阿尔萨斯号分别于1912年和1913年被封存至预备役，但洛林号、黑森号和普鲁士号于1914年中期仍在服役。洛林号计划于7月降至预备役，普鲁士号则计划在当年年底退役，但随着6月弗朗茨·斐迪南大公遇刺后引发了七月危机，这些计划都被撤销。危机发生期间，公海舰队正在前往挪威的夏季巡航途中，奥匈帝国对塞尔维亚发出的最后通牒迫使这些舰只提前回国，为即将到来的冲突做准备。

### 第一次世界大战

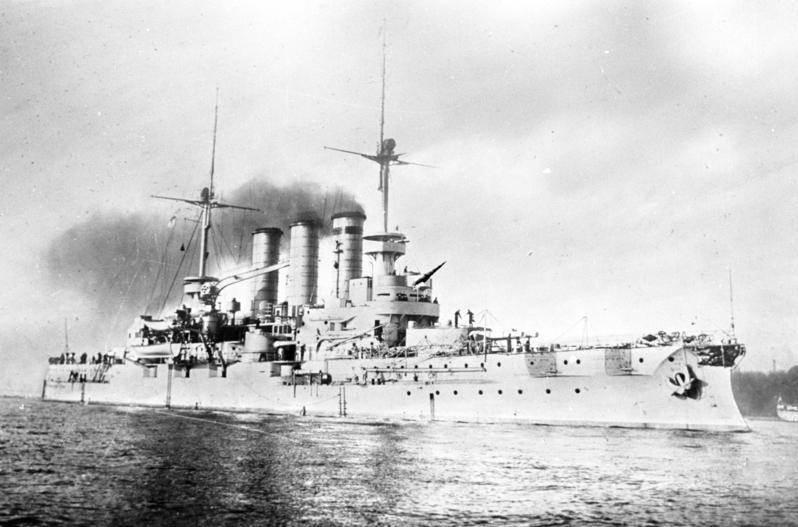
其中一艘不伦瑞克级战列舰

在第一次世界大战爆发之初，不伦瑞克号和阿尔萨斯号获重新启用，并被编入海军中将埃哈德·施密特麾下的第四战列分舰队，负责海岸防御任务。该分舰队在波罗的海有过数次出击，实施针对俄国军舰的巡逻，但并未取得任何成果。在战争的第一年，它们甚至被用于镇守北海的易北河河口。此后，为了补充小型舰艇的兵员，不伦瑞克级的部分船员被抽调到其它舰艇，其主要任务也改为负责港湾警备。1915年8月，不伦瑞克号和阿尔萨斯号参与了里加湾海战的初期阶段，它们在德军清扫伊尔别海峡的俄国雷区被的同时，将俄国前无畏舰光荣号挡在了海湾之外，但俄军的防御依然坚固。当发现清除水雷的用时过长、并且缺乏足够的时间让布雷艇德国号在穆胡海峽布设己方的雷区后，施密特中将决定撤出其部队。在取消行动后，该分舰队在12月解散前几乎没有任何行动。
与此同时，其余三艘同级舰仍在第二分舰队服役，并参与了战争头两年进行的舰队出击。这一系列行动在1916年5月31日至6月1日爆发的日德兰海战中达到高潮；那时，只有黑森号还在分舰队内服役——普鲁士号已前往丹尼斯海峡轮替担任警戒舰（其旗舰身份已被德国号战列舰取代），而洛林号的舰况糟糕，亟待维修。黑森号在日德兰的行动有限，仅与英国的重型军舰有过一次接触。这次遭遇战发生在5月31日深夜，黑森号和第二分舰队的其它前无畏舰在掩护弗朗茨·冯·希佩尔麾下的德国大巡洋舰撤退时，与海军中将戴维·贝蒂率领的英国第1战列巡洋分舰队短暂交火。前无畏舰波美拉尼亚号在战斗中的覆灭凸显了旧式战列舰的弱点，再加上它们缓慢的速度，促使德国海军司令部将它们全数撤出了前线服役。
从1916年开始，不伦瑞克级舰只逐渐撤出现役，这主要是由于兵员不足。阿尔萨斯号于7月降格为驻基尔的宿营船，黑森号于12月退役并被解除武装；至1917年在布伦斯比特尔成为一艘供应母舰。不伦瑞克号先是被改装为训练船，继而于8月20日在基尔沦为宿营船。普鲁士号也于1917年在威廉港成为供应母舰。洛林号则继续履行其警戒舰职责直至1917年9月，当时它也退出运用，此后在威廉港被用作工程师的训练船。从这些舰上拆除的火炮自1916年起被德国陆军作列车炮使用；其中一门被澳大利亚陆军缴获，保存在堪培拉的澳大利亚战争纪念馆，被称为“亚眠炮”。

### 第一次世界大战后

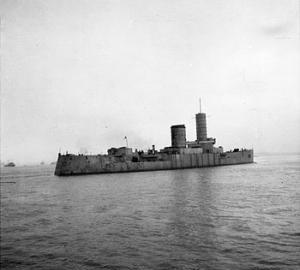
作为靶舰的黑森号于1946年

战后，德国所有强大的无畏舰均在已在斯卡帕湾自沉或作为战利品被割让予协约国，使不伦瑞克级战列舰得以被重新编入新组建的魏玛国家海军。《凡尔赛条约》第181条明确规定，德国海军可以保留八艘“洛林或德国型”战列舰，其中的六艘允许维持现役运用。于是，不伦瑞克级的三艘舰——不伦瑞克号、阿尔萨斯号和黑森号跟随舰队继续服役，而其余两艘——普鲁士号和洛林号则被改装为扫雷艇的母舰，因为《凡尔赛条约》要求德国清除战争期间在北海布下的大面积雷区。这两艘舰被解除武装并进行改造，以满足可搭载扫雷艇的要求，但普鲁士号被证明稳定性欠佳，几乎没有实际运用。洛林号一直服役至1920年，彼时扫雷工作已经完成，它被作为预备役搁置。
不伦瑞克号于1919－1920年间进行了现代化改造，并从1921－1926年间在魏玛国家海军服役，然后撤出现役。在此期间，它曾担任北海海军基地和后来战列舰支队（Linienschiffsdivision）的旗舰。阿尔萨斯号也于1920年代初进行了重建，此后从1924年至1930年2月25日跟随舰队服役，然后撤出现役。黑森号则于1925年重新入役。在整个1920年代至1930年代初，舰队展开了与战前时期类似的例行训练，包括在1920年代曾深入大西洋的巡航。1931年5月31日，不伦瑞克号、阿尔萨斯号和洛林号正式从海军序列中除籍。前两艘舰在威廉港被改造成废船并最终报废，而洛林号则被直接拆解。黑森号一直服役至1934年底，此时新式的装甲舰船级德国级已经开始投入使用。
黑森号此后被改装为一艘靶舰。这项工程涉及剖开大部分舰艛、拆除武器装备，以及用蒸汽涡轮机取代旧的推进装置。此外，还安装了允许该舰通过无线电遥控进行操作的设备。改造工程从1935年3月31日持续至1937年4月1日，当时它重新委任为标靶。它以此身份任职直至1945年；在第二次世界大战期间，它偶尔也被用作破冰船在波罗的海清理航道。战后，它被割让予苏联并更名为“目标号”（Цель）。苏联人也将该舰用作靶舰，并最终于1960年代废弃。普鲁士号于1931年2月25日以216800马克的价格作为废钢出售，并在威廉港拆解。但它保留了一段63米长的船体作为鱼雷或其它爆炸物的攻击靶。这段废船被戏称为“四棱号”（SMS Vierkant），在二战期间一直使用，直到1945年4月遭到盟军的轰炸机袭击并被击沉。